# Černovice u Bukovce

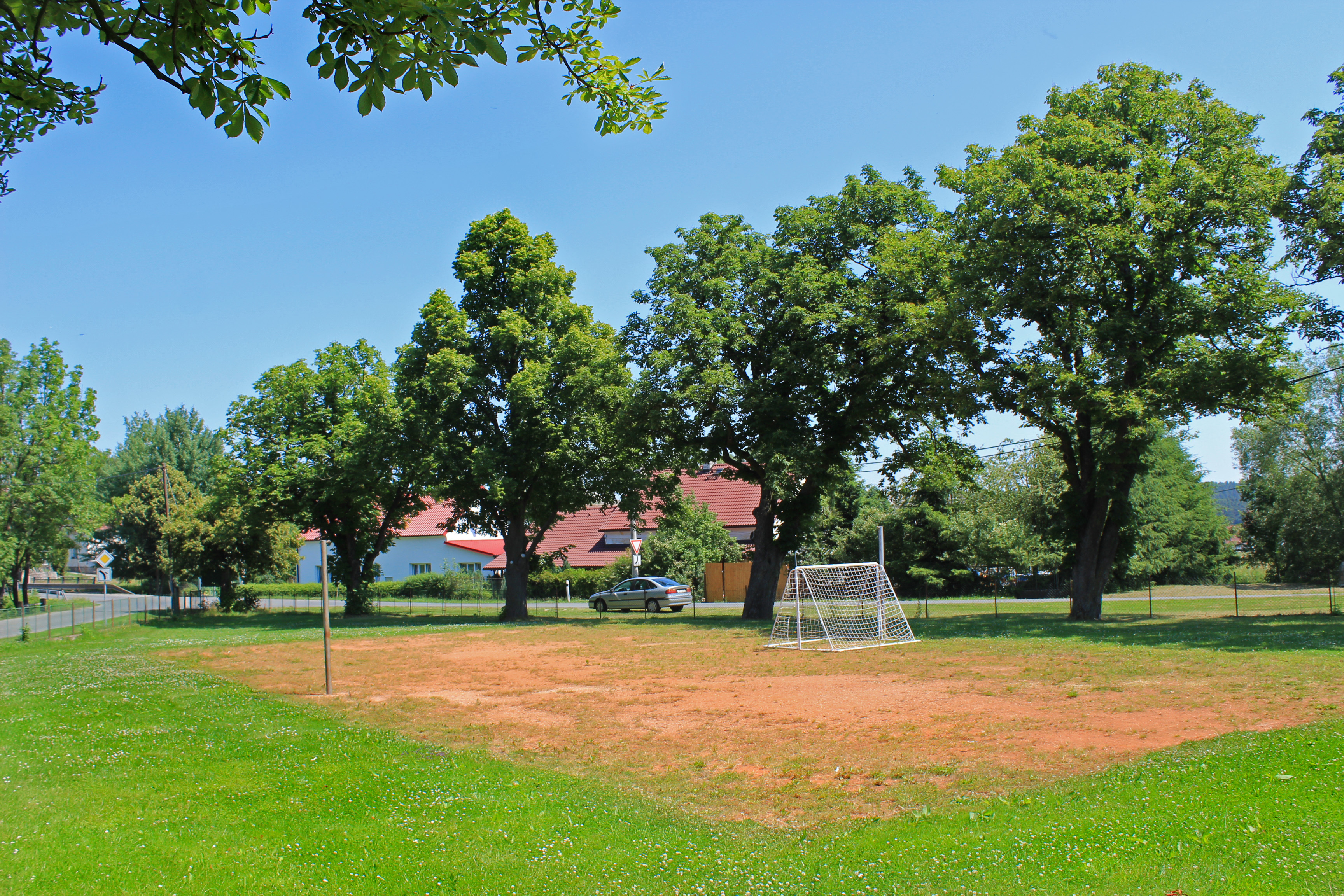
Der Dorfplatz

Černovice (deutsch Czarlowitz, auch Tscharlowitz) ist eine Gemeinde in Tschechien. Sie liegt elf Kilometer nordöstlich von Horšovský Týn und gehört zum Okres Plzeň-jih.

## Geographie
Černovice befindet sich im Tal des Baches Hořina in der Chodská pahorkatina. 

## Geschichte
Die erste urkundliche Erwähnung des Ortes erfolgte im Jahre 1362.
Nach der Aufhebung der Patrimonialherrschaften bildete Tscharlowitz ab 1850 eine Gemeinde im Pilsner Kreis und Gerichtsbezirk Bischofteinitz. Ab 1868 gehörte die Gemeinde zum Bezirk Bischofteinitz. 
Nach dem Münchner Abkommen wurde Tscharlowitz dem Deutschen Reich zugeschlagen und gehörte bis 1945 zum Landkreis Bischofteinitz.
1961 wurde Černovice nach Bukovec eingemeindet, zwischen 1984 und 1990 war das Dorf ein Ortsteil von Holýšov. Seit dem 24. November 1990 bildet Černovice mit dem Ortsteil Nemněnice eine Gemeinde. Zum 1. Januar 2021 wechselte die Gemeinde vom Okres Domažlice in den Okres Plzeň-jih.

## Gemeindegliederung
Die Gemeinde Černovice besteht aus den Ortsteilen und Katastralbezirken Černovice (Tscharlowitz) und Nemněnice (Nemlowitz). Zu Černovice gehört außerdem die Einschicht Charlotta.

## Sehenswürdigkeiten
- Kapelle der Jungfrau Maria